# János Antal
János Antal (n. 17 octombrie 1907, Budapesta – d. decembrie 1943, Uniunea Sovietică ?) a fost un scriitor, poet, jurnalist și redactor maghiar.